# Leidsch Schaakgenootschap

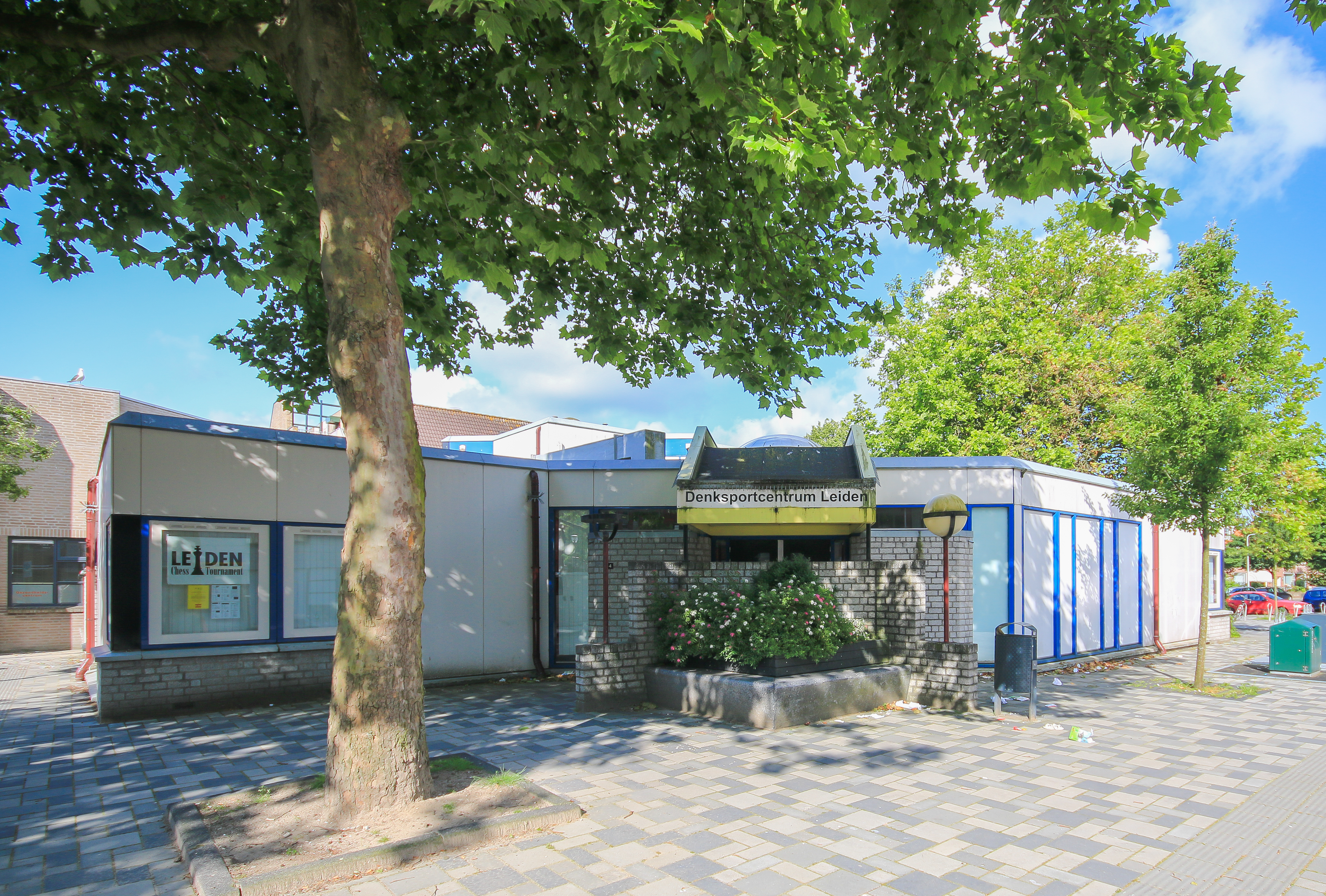
Het Denksportcentrum waar de club anno 2025 in speelt

Leidsch Schaakgenootschap (LSG) is een schaakvereniging uit Leiden. De vereniging is opgericht op 2 maart 1895. LSG speelt in de Meesterklasse, het hoogste schaakniveau van Nederland.

## Geschiedenis
Op 2 maart 1895 richtte Arnoldus van Rhijn tezamen met C.T. Steffelaar het Leidsch Schaakgenootschap op. Van Rhijn werd de eerste voorzitter. LSG werd hiermee een concurrent van het in de stad reeds bestaande Schaakgezelschap Palamedes.

## Successen
In 1979/80 werd LSG kampioen van de 1e klasse en mocht daarom promoveren naar de Meesterklasse. In 1996/97 werd LSG 3e in de Meesterklasse, het op een na beste resultaat ooit van een Leidse club in de hoogste klasse (Meesterklasse en de voorloper de Hoofdklasse). In 1966/67 wist Philidor Leiden immers tweede te worden in de Hoofdklasse.
In 2006/07 werd LSG 2 kampioen van de 1e klasse en ging het samen met LSG 1 in de Meesterklasse spelen, LSG 1 werd 6e en LSG 2 werd puntloos 10e (laatste) en degradeerde. LSG deed in 2008 mee aan de European Club Cup, de club eindigde op de 44e plaats met 6 punten uit 7 wedstrijden. Onder andere CE Monaco en het Deense Schaakklubben werden verslagen.
In het seizoen 2017/2018 werd LSG (inmiddels met de sponsortoevoeging IntelliMagic) kampioen van de Nederlandse Meesterklasse. LSG prolongeerde de titel in het seizoen 2018/2019.

## Noteboom toernooi
Het LSG organiseert sinds 1936 elk jaar een toernooi ter herdenking van Daniël Noteboom. Dit toernooi is mede door de inzet van Max Euwe ingesteld, die tevens de winnaar is geweest van het 1e toernooi.
De laatste jaren wordt dit toernooi gespeeld als Zwitsers (carnavals) weekendtoernooi.

## Bijzondere LSG-ers

### Bekende leden
- Carel van den Berg
- Predrag Nikolić
- Daniël Noteboom
- Suze Splinter[5]
- Christiaan Splinter

### Ereleden
- 1922: Arnoldus van Rhijn (1844-1923)[6]
- G. Bosscha (?-1959)[7]
- Boris Spassky[8]

### Leden van verdienste
- Harro Weiland[8]
- Geralt Serdijn[8]
- Rudy van Wessel[8]

### Voormalig speler/trainer
- John van der Wiel[9]

## Meer lezen
Geschiedenis van LSG:
- A.G. de Blécourt, A.E.J. Modderman, W.H. van der Nat (red.) (1946): 50 jaar L.S.G. Het Leidsch Schaakgenootschap in de jaren 1895-1945, Leiden.